# Trakt Pamirski

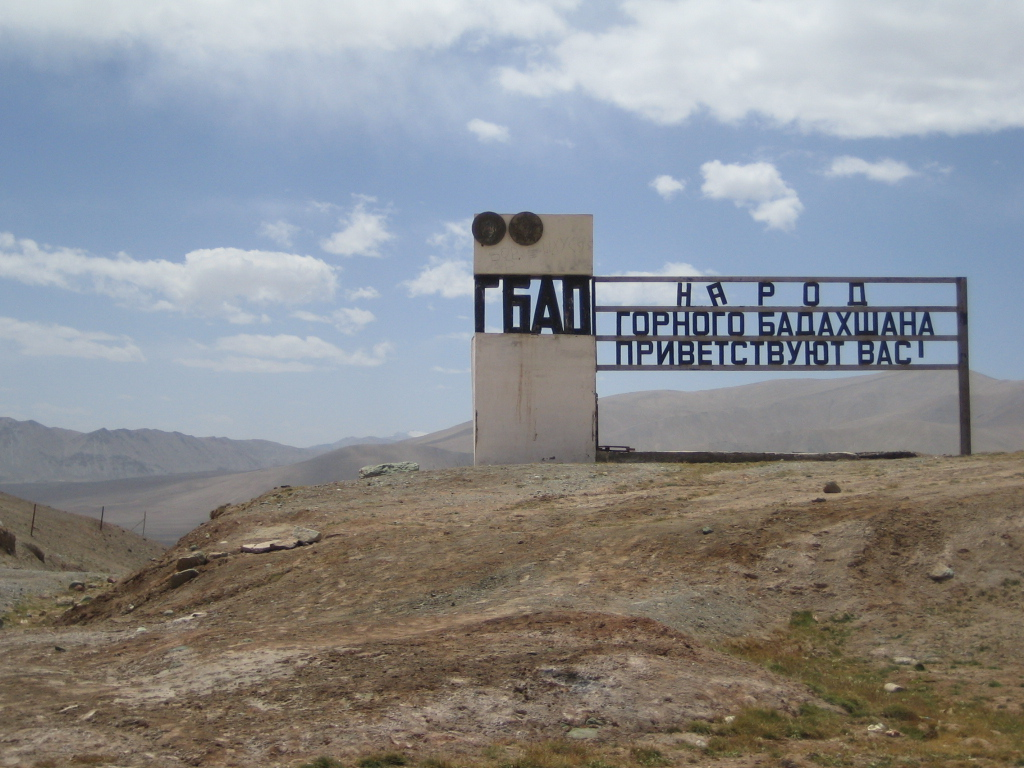
Znak na Trakcie Pamirskim: Naród Górskiego Badachszanu wita was

Trakt Pamirski – droga samochodowa przebiegająca pierwotnie na trasie od Osz (Kirgistan) do Chorog (Tadżykistan). Wybudowana w latach 1931–1934 przez radzieckich inżynierów wojskowych w celu zaopatrywania oddziałów rozparcelowanych w niedostępnych terenach ówczesnego ZSRR; była wielokrotnie przebudowywana w latach 50.–70. XX wieku. Obecnie jest częścią szosy M41. Odcinek Osz–Chorog, o długości 701 km, jest głównym odcinkiem drogi Biszkek–Toktoguł–Dżalalabad–Osz–Chorog. Przebiega przez trzy główne przełęcze Pamiru: Tałdyk (3615 m n.p.m.), Kyzyłart (4280 m n.p.m.) i Okbajtal (4655 m n.p.m.) oraz przez Pamirski Park Narodowy (Tadżykistan).